# The Maple Leaf Forever
A The Maple Leaf Forever (A juharlevél mindörökké) Alexander Muir (1830–1906) skót származású tanító szerzeménye, sokáig Kanada nem hivatalos himnusza. 1867-ben, az ország függetlenné válásának évében született. Muirt állítólag egy torontói otthona kertjében álló juharfa ihlette meg. A kanadai angolok körében igen népszerű volt, de brit-központúsága miatt a franciák nem szerették, így hivatalos nemzeti himnusszá nem válhatott.

## Szövege

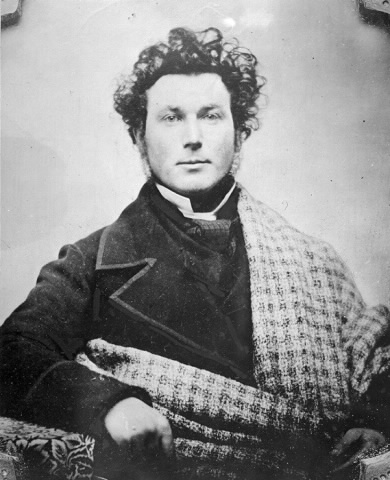
Alexander Muir tartán mintás plaiddel

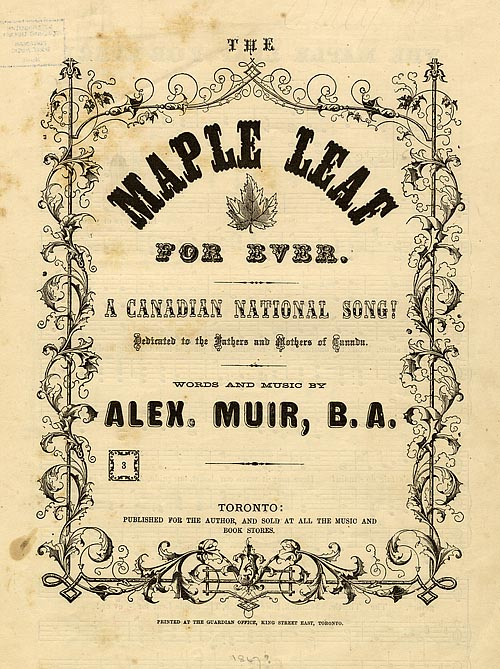
A mű első kiadásának (1868) címlapja

In days of yore, from Britain's shore,

Wolfe, the dauntless hero came,

And planted firm Britannia's flag,

On Canada's fair domain.

Here may it wave, our boast, our pride,

And joined in love together,

The thistle, shamrock, rose entwined,

The Maple Leaf forever!
Refrén:

The Maple Leaf, our emblem dear,

The Maple Leaf forever!

God save our King, and Heaven bless,

The Maple Leaf forever!
At Queenston Heights and Lundy's Lane,

Our brave fathers, side by side,

For freedom, homes, and loved ones dear,

Firmly stood and nobly died;

And those dear rights which they maintained,

We swear to yield them never!

Our watchword evermore shall be,

The Maple Leaf forever!
Refrén
Our fair Dominion now extends

From Cape Race to Nootka Sound;

May peace forever be our lot,

And plenteous store abound:

And may those ties of love be ours

Which discord cannot sever,

And flourish green o'er freedom's home

The Maple Leaf forever!
Refrén
A 4. versszak elhagyható
On merry England's far-famed land

May kind Heaven sweetly smile;

God bless old Scotland evermore

And Ireland's Emerald isle.

Then swell the song both loud and long,

Till rocks and forest quiver;

"God save our Queen and Heaven bless

The Maple Leaf forever!"
Refrén